# La Nuit de Saint-Germain-des-Prés
La Nuit de Saint-Germain-des-Prés je francouzský hraný film z roku 1977, který režíroval Bob Swaim podle stejnojmenného románu Léa Maleta. Snímek měl světovou premiéru na filmovém festivalu v Cannes dne 15. května 1977.

## Děj
Nestor Burma je najat panem Grandierem, zastupujícím pojišťovací společnost, aby našel ukradené šperky.
Barma pátrá po gangsterovi, ale objeví pouze jeho mrtvolu. Vyšetřování ho zavede do literárních a intelektuálních kruhů ve čtvrti Saint-Germain-des-Prés.

## Obsazení
| Michel Galabru     | Nestor Burma  |
| Mort Shuman        | Germain       |
| Daniel Auteuil     | Rémy          |
| Annick Alane       | Hélène        |
| Jean Rougerie      | Kapitán       |
| Fanny Cottençonová | dívka z bandy |